# Hanna Dalewska-Greń
Hanna Dalewska-Greń – polska slawistka, dyplomatka.

## Życiorys
Doktorka nauk humanistycznych w zakresie językoznawstwa słowiańskiego.
W latach 1989–1998 pracowała jako adiunktka w Instytucie Slawistyki Polskiej Akademii Nauk, kierowała tamże Pracownią Typologii Języków Słowiańskich. W Instytucie Filologii Słowiańskiej Uniwersytetu Warszawskiego wykładała m.in. gramatykę porównawczą języków słowiańskich, gramatykę opisową języków: serbskiego i chorwackiego, słoweńskiego, macedońskiego oraz historię ich języków literackich, gramatykę języka staro-cerkiewno-słowiańskiego, gramatykę historyczną i dialektologię języka serbskiego, chorwackiego oraz słoweńskiego. W latach 1993–1998 pełniła funkcję sekretarz Międzynarodowego Komitetu Slawistów. Pracowała jako zastępczyni ambasadora RP w Chorwacji, gdzie od 1 kwietnia do 20 maja 2003 pełniła funkcję chargé d’affaires.
Jej zainteresowania naukowe obejmują: gramatykę konfrontatywną języków słowiańskich, typologię języków, historię słowiańskich języków literackich.